# Fragments of a Rainy Season
Fragments of a Rainy Season è un album dal vivo del musicista gallese John Cale, pubblicato nel 1992.

## Tracce
Tutte le tracce sono state composte da John Cale; eccetto dove indicato.

1. A Child's Christmas In Wales – 3:06
2. Dying On The Vine – 3:51 (Parole: Larry Sloman)
3. Cordoba – 3:22
4. Darling I Need You – 3:22
5. Paris 1919 – 3:29
6. Guts – 3:03
7. Fear (Is A Man's Best Friend) – 4:07
8. Ship Of Fools – 3:44
9. Leaving It Up To You – 3:32
10. The Ballad Of Cable Hogue – 2:55
11. Thoughtless Kind – 2:40
12. On A Wedding Anniversary – 3:43 (Parole: Dylan Thomas)
13. Lie Still, Sleep Becalmed – 1:21 (Parole: Dylan Thomas)
14. Do Not Go Gentle Into That Good Night – 3:38 (Parole: Dylan Thomas)
15. Buffalo Ballet – 2:50
16. Chinese Envoy – 3:15
17. Style It Takes – 2:58 (Lou Reed, John Cale)
18. Heartbreak Hotel – 6:14 (Mae Boren Axton, Tommy Durden, Elvis Presley)
19. (I Keep A) Close Watch – 2:33
20. Hallelujah – 5:16 (Leonard Cohen)